# Danh sách tiểu hành tinh: 10801–10900
| Tên                    | Tên đầu tiên | Ngày phát hiện       | Nơi phát hiện           | Người phát hiện                                  |
| ---------------------- | ------------ | -------------------- | ----------------------- | ------------------------------------------------ |
| 10801 Lüneburg         | 1992 SK26    | 23 tháng 9 năm 1992  | Đài quan sát Tautenburg | F. Börngen                                       |
| 10802 Masamifuruya     | 1992 UL6     | 28 tháng 10 năm 1992 | Kitami                  | K. Endate, K. Watanabe                           |
| 10803 Caléyo           | 1992 UK9     | 21 tháng 10 năm 1992 | Geisei                  | T. Seki                                          |
| 10804 Amenouzume       | 1992 WN3     | 23 tháng 11 năm 1992 | Oohira                  | T. Urata                                         |
| 10805 Iwano            | 1992 WG5     | 18 tháng 11 năm 1992 | Kitami                  | K. Endate, K. Watanabe                           |
| 10806 Mexico           | 1993 FA2     | 23 tháng 3 năm 1993  | Caussols                | E. W. Elst                                       |
| 10807 Uggarde          | 1993 FT4     | 17 tháng 3 năm 1993  | La Silla                | UESAC                                            |
| 10808 Digerrojr        | 1993 FT5     | 17 tháng 3 năm 1993  | La Silla                | UESAC                                            |
| 10809 Majsterrojr      | 1993 FS14    | 17 tháng 3 năm 1993  | La Silla                | UESAC                                            |
| 10810 Lejsturojr       | 1993 FL15    | 17 tháng 3 năm 1993  | La Silla                | UESAC                                            |
| 10811 Lau              | 1993 FM19    | 17 tháng 3 năm 1993  | La Silla                | UESAC                                            |
| 10812 Grötlingbo       | 1993 FZ25    | 21 tháng 3 năm 1993  | La Silla                | UESAC                                            |
| 10813 Mästerby         | 1993 FE31    | 19 tháng 3 năm 1993  | La Silla                | UESAC                                            |
| 10814 Gnisvärd         | 1993 FW31    | 19 tháng 3 năm 1993  | La Silla                | UESAC                                            |
| 10815 Ostergarn        | 1993 FU32    | 19 tháng 3 năm 1993  | La Silla                | UESAC                                            |
| 10816 -                | 1993 FZ35    | 19 tháng 3 năm 1993  | La Silla                | UESAC                                            |
| 10817 -                | 1993 FR44    | 21 tháng 3 năm 1993  | La Silla                | UESAC                                            |
| 10818 -                | 1993 FK81    | 18 tháng 3 năm 1993  | La Silla                | UESAC                                            |
| 10819 Mahakala         | 1993 HG      | 19 tháng 4 năm 1993  | USNO Flagstaff          | J. DeYoung                                       |
| 10820 Offenbach        | 1993 QN4     | 18 tháng 8 năm 1993  | Caussols                | E. W. Elst                                       |
| 10821 Kimuratakeshi    | 1993 SZ      | 16 tháng 9 năm 1993  | Kitami                  | K. Endate, K. Watanabe                           |
| 10822 Yasunori         | 1993 SK1     | 16 tháng 9 năm 1993  | Kitami                  | K. Endate, K. Watanabe                           |
| 10823 Sakaguchi        | 1993 SM1     | 16 tháng 9 năm 1993  | Kitami                  | K. Endate, K. Watanabe                           |
| 10824 -                | 1993 SW3     | 24 tháng 9 năm 1993  | Siding Spring           | G. J. Garradd                                    |
| 10825 Augusthermann    | 1993 SF4     | 18 tháng 9 năm 1993  | Đài quan sát Tautenburg | F. Börngen                                       |
| 10826 -                | 1993 SK16    | 19 tháng 9 năm 1993  | Palomar                 | H. E. Holt                                       |
| 10827 Doikazunori      | 1993 TC3     | 11 tháng 10 năm 1993 | Kitami                  | K. Endate, K. Watanabe                           |
| 10828 Tomjones         | 1993 TE5     | 8 tháng 10 năm 1993  | Kitt Peak               | Spacewatch                                       |
| 10829 Matsuobasho      | 1993 UU      | 22 tháng 10 năm 1993 | Geisei                  | T. Seki                                          |
| 10830 Desforges        | 1993 UT6     | 20 tháng 10 năm 1993 | La Silla                | E. W. Elst                                       |
| 10831 Takamagahara     | 1993 VM2     | 15 tháng 11 năm 1993 | Oohira                  | T. Urata                                         |
| 10832 Hazamashigetomi  | 1993 VN2     | 15 tháng 11 năm 1993 | Oizumi                  | T. Kobayashi                                     |
| 10833 -                | 1993 VJ4     | 11 tháng 11 năm 1993 | Kushiro                 | S. Ueda, H. Kaneda                               |
| 10834 Zembsch-Schreve  | 1993 VU5     | 8 tháng 11 năm 1993  | Kitt Peak               | Spacewatch                                       |
| 10835 Fröbel           | 1993 VB8     | 12 tháng 11 năm 1993 | Đài quan sát Tautenburg | F. Börngen                                       |
| 10836 -                | 1994 CS2     | 14 tháng 2 năm 1994  | Oizumi                  | T. Kobayashi                                     |
| 10837 Yuyakekoyake     | 1994 EJ1     | 6 tháng 3 năm 1994   | Nyukasa                 | M. Hirasawa, S. Suzuki                           |
| 10838 Lebon            | 1994 EH7     | 9 tháng 3 năm 1994   | Caussols                | E. W. Elst                                       |
| 10839 Hufeland         | 1994 GY9     | 3 tháng 4 năm 1994   | Đài quan sát Tautenburg | F. Börngen                                       |
| 10840 -                | 1994 LR      | 1 tháng 6 năm 1994   | Kiyosato                | A. Sugie                                         |
| 10841 -                | 1994 PP1     | 12 tháng 8 năm 1994  | Siding Spring           | R. H. McNaught                                   |
| 10842 -                | 1994 UY1     | 31 tháng 10 năm 1994 | Kushiro                 | S. Ueda, H. Kaneda                               |
| 10843 -                | 1994 YF2     | 30 tháng 12 năm 1994 | Kushiro                 | S. Ueda, H. Kaneda                               |
| 10844 -                | 1995 AG      | 2 tháng 1 năm 1995   | Oizumi                  | T. Kobayashi                                     |
| 10845 -                | 1995 AA1     | 6 tháng 1 năm 1995   | Oizumi                  | T. Kobayashi                                     |
| 10846 -                | 1995 AW2     | 2 tháng 1 năm 1995   | Kushiro                 | S. Ueda, H. Kaneda                               |
| 10847 Koch             | 1995 AV4     | 5 tháng 1 năm 1995   | Đài quan sát Tautenburg | F. Börngen                                       |
| 10848 -                | 1995 BD1     | 25 tháng 1 năm 1995  | Oizumi                  | T. Kobayashi                                     |
| 10849 -                | 1995 BO1     | 25 tháng 1 năm 1995  | Kiyosato                | S. Otomo                                         |
| 10850 Denso            | 1995 BU4     | 26 tháng 1 năm 1995  | Kuma Kogen              | A. Nakamura                                      |
| 10851 -                | 1995 CE      | 1 tháng 2 năm 1995   | Oizumi                  | T. Kobayashi                                     |
| 10852 -                | 1995 CK      | 1 tháng 2 năm 1995   | Oizumi                  | T. Kobayashi                                     |
| 10853 Aimoto           | 1995 CW      | 6 tháng 2 năm 1995   | Chiyoda                 | T. Kojima                                        |
| 10854 -                | 1995 DO1     | 22 tháng 2 năm 1995  | Oizumi                  | T. Kobayashi                                     |
| 10855 -                | 1995 DR1     | 26 tháng 2 năm 1995  | Oizumi                  | T. Kobayashi                                     |
| 10856 Bechstein        | 1995 EG8     | 4 tháng 3 năm 1995   | Đài quan sát Tautenburg | F. Börngen                                       |
| 10857 Blüthner         | 1995 EZ8     | 5 tháng 3 năm 1995   | Tautenburg Observatory  | F. Börngen                                       |
| 10858 -                | 1995 FT      | 28 tháng 3 năm 1995  | Oizumi                  | T. Kobayashi                                     |
| 10859 -                | 1995 GJ7     | 1 tháng 4 năm 1995   | Kiyosato                | S. Otomo                                         |
| 10860 -                | 1995 LE      | 3 tháng 6 năm 1995   | Kitt Peak               | Spacewatch                                       |
| 10861 Ciske            | 1995 MG1     | 22 tháng 6 năm 1995  | Kitt Peak               | Spacewatch                                       |
| 10862 -                | 1995 QE2     | 26 tháng 8 năm 1995  | Trạm Catalina           | T. B. Spahr                                      |
| 10863 Oye              | 1995 QJ3     | 31 tháng 8 năm 1995  | Haleakala               | AMOS                                             |
| 10864 Yamagatashi      | 1995 QS3     | 31 tháng 8 năm 1995  | Nanyo                   | T. Okuni                                         |
| 10865 Thelmaruby       | 1995 SO33    | 21 tháng 9 năm 1995  | Kitt Peak               | Spacewatch                                       |
| 10866 Peru             | 1996 NB4     | 14 tháng 7 năm 1996  | La Silla                | E. W. Elst                                       |
| 10867 Lima             | 1996 NX4     | 14 tháng 7 năm 1996  | La Silla                | E. W. Elst                                       |
| 10868 -                | 1996 RF5     | 3 tháng 9 năm 1996   | Nachi-Katsuura          | Y. Shimizu, T. Urata                             |
| 10869 -                | 1996 SJ4     | 21 tháng 9 năm 1996  | Xinglong                | Chương trình tiểu hành tinh Bắc Kinh Schmidt CCD |
| 10870 Gwendolen        | 1996 SY4     | 25 tháng 9 năm 1996  | NRC-DAO                 | G. C. L. Aikman                                  |
| 10871 -                | 1996 TG7     | 5 tháng 10 năm 1996  | Nachi-Katsuura          | Y. Shimizu, T. Urata                             |
| 10872 Vaculík          | 1996 TJ9     | 12 tháng 10 năm 1996 | Kleť                    | J. Tichá, M. Tichý                               |
| 10873 -                | 1996 TF11    | 11 tháng 10 năm 1996 | Kitami                  | K. Endate                                        |
| 10874 Locatelli        | 1996 TN19    | 4 tháng 10 năm 1996  | Kitt Peak               | Spacewatch                                       |
| 10875 Veracini         | 1996 TG28    | 7 tháng 10 năm 1996  | Kitt Peak               | Spacewatch                                       |
| 10876 -                | 1996 UB      | 16 tháng 10 năm 1996 | Oizumi                  | T. Kobayashi                                     |
| 10877 Jiangnan Tianchi | 1996 UR      | 16 tháng 10 năm 1996 | Nachi-Katsuura          | Y. Shimizu, T. Urata                             |
| 10878 Moriyama         | 1996 VV      | 3 tháng 11 năm 1996  | Moriyama                | Y. Ikari                                         |
| 10879 -                | 1996 VM3     | 6 tháng 11 năm 1996  | Oizumi                  | T. Kobayashi                                     |
| 10880 Kaguya           | 1996 VN4     | 6 tháng 11 năm 1996  | Chichibu                | N. Sato                                          |
| 10881 -                | 1996 VA5     | 4 tháng 11 năm 1996  | Oohira                  | T. Urata                                         |
| 10882 Shinonaga        | 1996 VG5     | 3 tháng 11 năm 1996  | Kitami                  | K. Endate, K. Watanabe                           |
| 10883 -                | 1996 VU5     | 14 tháng 11 năm 1996 | Oizumi                  | T. Kobayashi                                     |
| 10884 Tsuboimasaki     | 1996 VD9     | 7 tháng 11 năm 1996  | Kitami                  | K. Endate, K. Watanabe                           |
| 10885 Horimasato       | 1996 VE9     | 7 tháng 11 năm 1996  | Kitami                  | K. Endate, K. Watanabe                           |
| 10886 Mitsuroohba      | 1996 VR30    | 10 tháng 11 năm 1996 | Nanyo                   | T. Okuni                                         |
| 10887 -                | 1996 XU25    | 12 tháng 12 năm 1996 | Oohira                  | T. Urata                                         |
| 10888 Yamatano-orochi  | 1996 XT30    | 6 tháng 12 năm 1996  | Nachi-Katsuura          | Y. Shimizu, T. Urata                             |
| 10889 -                | 1997 AO1     | 2 tháng 1 năm 1997   | Oizumi                  | T. Kobayashi                                     |
| 10890 -                | 1997 AY2     | 4 tháng 1 năm 1997   | Oizumi                  | T. Kobayashi                                     |
| 10891 Fink             | 1997 QR3     | 30 tháng 8 năm 1997  | Caussols                | ODAS                                             |
| 10892 -                | 1997 SX2     | 23 tháng 9 năm 1997  | Farra d'Isonzo          | Farra d'Isonzo                                   |
| 10893 -                | 1997 SB10    | 19 tháng 9 năm 1997  | Xinglong                | Chương trình tiểu hành tinh Bắc Kinh Schmidt CCD |
| 10894 Nakai            | 1997 SE30    | 30 tháng 9 năm 1997  | Kitt Peak               | Spacewatch                                       |
| 10895 Aynrand          | 1997 TC18    | 11 tháng 10 năm 1997 | Rand                    | G. R. Viscome                                    |
| 10896 -                | 1997 UZ14    | 16 tháng 10 năm 1997 | Nachi-Katsuura          | Y. Shimizu, T. Urata                             |
| 10897 -                | 1997 VW3     | 7 tháng 11 năm 1997  | Oizumi                  | T. Kobayashi                                     |
| 10898 -                | 1997 WJ2     | 23 tháng 11 năm 1997 | Oizumi                  | T. Kobayashi                                     |
| 10899 -                | 1997 WN13    | 24 tháng 11 năm 1997 | Gekko                   | T. Kagawa, T. Urata                              |
| 10900 Folkner          | 1997 WF21    | 30 tháng 11 năm 1997 | Oizumi                  | T. Kobayashi                                     |